# LIVE ROSSO E AZZURRO
『LIVE ROSSO E AZZURRO』は、（ライヴ ロッソ エ アズーロ）堂本剛の1枚目の映像作品である。2003年1月8日発売。発売元はジャニーズ・エンタテイメント。

## 概要
- 2002年夏に行われた初のソロコンサートツアー『TSUYOSHI DOMOTO LIVE "ROSSO E AZZURRO"』の、2002年8月13日に行われた横浜アリーナ公演の模様が収録されている[1]。

## 仕様・特典
- VHS、DVD 共通[1]
  - 16Pブックレット封入

## 収録曲
※DVD・VHS共に収録内容は共通。
1. さよならアンジェリーナ
2. 溺愛ロジック
3. GIRASOLE
4. 街
5. 花
6. 僕が言う優しさとか…
7. Panic Disorder
8. 百年ノ恋
9. 歩き出した夏
10. Luna
11. あなた
12. 心の恋人
13. せつない恋に気づいて
14. MY WISH
  - 堂本光一のソロナンバーのカバー。
15. Hey! みんな元気かい? (Acoustic Solo Version)
16. 溺愛ロジック (SPECIAL REEL)
  - ミュージック・ビデオ
17. 街 (SPECIAL REEL)
  - ミュージック・ビデオ
18. 桃 (SPECIAL REEL)
  - ラジオ番組で即興で作った楽曲のミュージック・ビデオ[1]、未CD化作品、DVDはマルチアングル機能あり。